# زبانه یخی

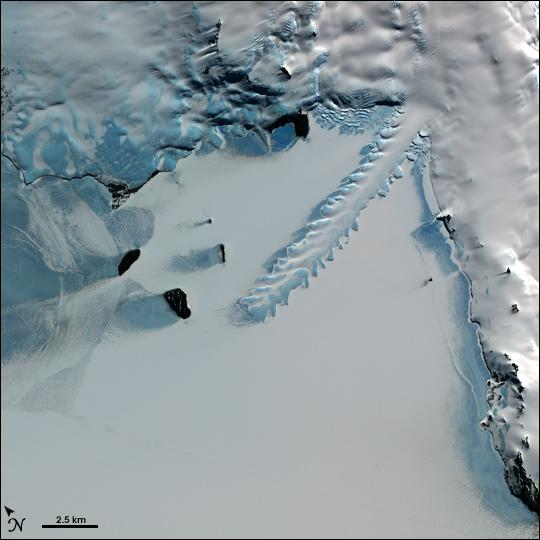
زبانه یخ اربوس جداشده از یخچال اربوس به طول ۳۸۰۰ متر. کوه اربوس، جزیره راس، جنوبگان.

زبانه یخی یا زبانه یخ (انگلیسی: Ice tongue) به ورقه یخی دراز و باریکی گفته می‌شود که از خط ساحلی بیرون‌زدگی دارد. زبانه یخی هنگامی تشکیل می‌شود که یک یخچال دره‌ای با سرعت زیاد به‌سوی اقیانوس یا دریاچه حرکت کند.